# Cochliarium
Cochliarium is een geslacht van insecten uit de familie van de drekvliegen (Scathophagidae), die tot de orde tweevleugeligen (Diptera) behoort.

## Soorten
- C. albipila (Zetterstedt, 1846)
- C. cuneiventris (Zetterstedt, 1846)
- C. lasiostoma Becker, 1894